# Toresunds kyrka
Toresunds kyrka är en kyrkobyggnad i Stallarholmens församling i Strängnäs stift. Kyrkan ligger mellan Stallarholmen och Mariefred i Strängnäs kommun i Södermanland.

## Kyrkobyggnaden
Kyrkan uppfördes på 1100-talet. Under slutet av 1300-talet eller början av 1400-talet försågs kyrkan med stenvalv. Under 1400-talets första hälft byggde man till ett kyrktorn på västra sidan, rester av målning från senare hälften av 1400-talet påträffades i samband med restaureringen 1908 men återställdes inte. Vid slutet av samma århundrade utvidgades kyrkan åt öster. Samtidigt tillkom en ny sakristia öster om den gamla. Vidare tillbyggdes en korsarm och ett vapenhus i söder. År 1502 slog en blixt ner och brände av tornspira och yttertak. En återuppbyggnad följde, men tornet var tydligen försvagat. 1684 reparerades det och 1748–1750 utförde tornbyggaren Lars Ersson från Himlinge i Floda socken en ny tornhuv. På 1760-talet var tornet trots det så svagt, att klockorna måste flyttas därifrån till en separat stapel. 1795 började stenar falla ur tornet, och man bad då om besiktning från intendentsämbetet, där Gustaf Pfeffer efter besiktning ansåg tornet så dåligt, att det måste rivas helt och hållet. Han gjorde ritning på ett nytt torn, men av ekonomiska skäl valde man 1806–1808 att helt enkelt riva ned de fallfärdiga delarna av tornet som fick ett gemensamt tak med långhuset, möjligen var det tänkt som ett provisorium som kom att bli permanent. 1908 fick kyrkan genomgå en hårdhänt restaurering under ledning Axel Lindegren som förstörde mycket av den medeltida karaktären. Senare ombyggnader försökte att återskapa det ursprungliga intrycket. I samband med renoveringen byttes det äldre taket av tjärad spån mot ett av skiffer.
Fasadytorna består av en ojämn slätputs som nyligen renoverades. Fönsteröppningarna är spetsbågiga förutom sakristians fönsteröppning som är rundbågig. Fönstren består av fasta ramverk av gjutjärn på långsidorna. Sakristians och södra korsarmens fönster är av trä med blyinfattade rutor, troligen från 1700-talet.

## Kyrkogården[1]
Kyrkogården genomgick en betydlig utvidgning åt norr på 1930-talet, den har ingångar i väster, söder och öster, den östra grinden är ritad av Erik Fant. Ursprungligen har kyrkogården åt norr gått precis invid kyrkan, 1789 fick dalkarlar betalt för att ha satt upp en ny stenmur vid sakristian. 1745 spånslogs en stiglucka vilket visar att sådana ännu fanns kvar då.

## Klockstapeln
Klockstapeln öster om kyrkan uppfördes 1763 av en byggmästare Kullberg efter ritningar av byggmästaren Malm vid Gripsholms slott, sedan klockorna 1763 tagits ned ut kyrktornet och placerats i en stapel på backen. Storklockan är omgjutenav Beckman & C:o 1905 och den lilla omgjuten av G. Meijer 1764. Klockstapen hade tidigare en vitmålad (den hade tidigare en enklare rödmålad panel), men försågs i början av 1950-talet av en ny tjärad panel efter ritningar av arkitekt Sven A. Söderholm.

## Inventarier
- Altarbordet, altarringen och bänkinredningen tillkom vid renoveringen 1908. Den tidigare bänkinredningen härrörde huvudsakligen från 1730-talet. Altartavlan föreställer Nattvarden, är signerad 1785 och målad av Carl Fredric von Breda. Ett särskilt "kakaltare" fanns tidigare i kyrkan, där gåvor framlades i samband med kyrktagningen. altaret togs dock bort 1786.
- En dopfunt i sandsten härrör från 1100-talet. Ett mindre dopskålsställ av snidat, målat och förgyllt trä härrör från mitten av 1700-talet.
- I triumfbågen finns ett triumfkrucifix som dateras till början av 1500-talet.
- Vid södra koret finns ett altarskåp som troligen har tillverkats i Lübeck någon gång 1425–1450, det stod fram till 1785 på högaltaret.
- Från 1400-talet härstammar en Birgittabild.
- Flera medeltida skulpturer från Toresunds kyrka har hamnat i olika museer. Häribland två skulpturer av Maria och Johannes sörjande vid korsets fot. De har varit avsedda att placeras i anslutning till triumfkrucifixet och härrör från omkring 1250. En skulptur av jungfru Maria härrör också från omkring 1250, en annan Mariaskulptur antas härröra från omkring 1300. En dörr till en tredelad altartavla antas vara ett nordtyskt arbete från omkring 1330.
- Ett votivskepp avbildande ett örlogsfartyg från sent 1700-tal med fyra rader kanoner.
- Ett porträtt av Gustav III, en gravyr av Jacob Gillberg efter Lorens Pasch den yngres porträtt.

## Kyrksilver[1]
Kyrkans kalk med patén av förgyllt silver tillverkades 1739 av guldsmeden Henrik Wittkopf den äldre i Stockholm, Den är ingraverad med ätten Örnfelts vapen. En oblatask i silver är enligt inskrift skänkt till kyrkan 1707 av Maria von Nummer. En annan oblatask är skänkt av ryttmästaren Peter Cremer som stupade i slaget vid Lund 1676 och hans hustru Anna Silfverax. Den är tillverkad av guldsmeden David Richter i Stockholm. En kanna i silver täckt av graverade renässansornament är enligt stämplarna tillverkad i London 1580–1581. Av kyrkans övriga kannor är den ena gjord 1738 av guldsmeden Gustaf Henning i Stockholm och skänkt till kyrkan av Christina Charlotta Örnfelt, den andra är tillverkad av guldsmeden Johan Petter Ahlforss i Strängnäs 1836 och enligt inskriften gjord av gammalt kyrksilver. Sockenbudstyget är tillverkat 1761 av guldsmed Johan Hackzell i Mariefred.
Det finns flera dopskålar i både tenn och silver. En dopskål i tenn med blomsterdekor och en framställning av Jesu dop, är ett arbete av kanngjutaren i Stockholm Viet Fijthsson och skänkt till kyrkan 1664 av krigskommissarie Anders Lillieqvist, en dopskål i silver bär ätterna Lillienberg och Jennings vapen och är tillverkad av guldsmeden Arvid Floberg i Stockholm, och skänktes 1764 av Johan Georg Lillienberg på Herrestad och hans hustru Maria Juliana Jennings.

## Ljusredskap[1]
Kyrkan har fem ljuskronor i malm. Två omärkta med åtta ljusarmar härrör från andra hälften av 1600-talet. En annan även den med åtta ljusarmar skänktes 1683 till kyrkan av Nils Lillieqvist. En något mindre med sex armar har på klotet inskriften: "ERICH : IÖNSON : ANNA : CHRISTOPHERS. DOTTER : ANNO 1655". En liten ljuskrona med sex armar skänktes 1767 av presidenten Johan Georg Lillienberg på Herresta. Bland övriga ljusredskap märks ett par ljusstakar av silver med blomsterornament i drivet och punsat arbete, skänkta 1722 av amiralen Jonas Fredrik Örnfelt och hans hustru Eva Catharina Schaeij. En tennljusstake är utifrån stämplarna tillverkad av Viet Fijthsson, kanngjutare i Stockholm 1637–1686. En ljusstake i försilvrad koppar för fem ljus är skänkt från Herrestad 1748 men troligen äldre.

## Textilier[1]
Toresunds kyrka har få äldre textilier. Endast två kollekthåvar visar större intresse. En av dem här utvändigt klädd med broderier som härrör från en senmedeltida mässhake, föreställande fyra apostlar. En annan håv av grön sammet med silvergaloner är enligt en gammal inventarieförteckning skänkt 1728 av inspektor Hacker vid Åkers krutbruk.

## Gravminnen[1]
I kyrkan finns en gravsten över riddaren och riksrådet Anund Sture, bror till riksföreståndaren Sten Sture den äldre. Graven gömdes under golvet vid restaureringen 1908, men plockades senare fram igen. Då Johan Peringskiöld besökte kyrkan 1684 fanns även Anunds sköld upphängd i kyrkan, numera förvaras den på Statens historiska museum. I korgolvet har man samlat ett flertal bevarade gravstenar. Här finns bland annat gravstenen över krigskommissarien Henrik Örnfelt, död 1684 och dennes maka Margareta Appelberg, väster därom och i altarringen tre stenar över kyrkoherdar i Toresund, Petrus Georg Silnaeus död 1629, Hans Thunman död 1757 och Jonas Laurentij Chenelius död 1686. Ovanför trappan mot mittgången finns en 1686 daterad sten över ryttmästaren Petter Cremer och hans arvingar. Vid trappan till sakristian finns en 1692 daterad sten över "krögaren på Pålsundet" Lars Olofsson Lan, dennes hustru och livsarvingar och slutligen norr om altarringen en sten över krigskommissarien Anders Nilsson Lillieqvist. På norra korväggen är uppsatt ett epitafium till minne av krigskommissarien Anders Nilsson Lillieqvist, död 1668 och hans maka Maria Nilsdotter Bom, samt deras barn. Epitafiet är gjord av huggen sten med målning i svart, vitt och guld. På södra korväggen finns ett epitafium i gustaviansk stil över presidenten Jean Georg Lillenberg till Herrestad, död 1798.
Kyrkan har också ett flertal begravningsvapen, bland annat för amiralen Göran Barck, död 1681, dennes söner Carl Johan Barck död 1669 vid sju års ålder och Jacob Gabriel Barck död samma år tre år gammal, Gustaf Otto död 1671 sju år gammal och Jöran död 1685 22 år gammal. Men Jöran utslocknade ätten. Vidare finns begravningsvapen över krigskommissarien Henrik Örnfelt och över ryttmästaren Peter Cremer död 1676, över ryttmästaren och överjägmästaren Paul Hillethan död 1784, över amiralen och landshövdingen Jonas Fredrik Örnfelt, död 1733, över löjtnanten Johan Cremer död 1698 och son till Peter Cremer, över kaptenen Ulrik Alexander von Hercules död 1759, över krigskommissarien Anders Nilsson Lilljeqvist, över majoren Gustaf Gyllenspång, död 1705 och över fältväbeln Carl Gustaf Gripenberg död 1741.
Bland begravningsminnen märks också den hirschfängare som hänger i valvet vid orgelläktaren. Den hängde tidigare över Ulrik Alexander von Hercules grav och har troligen tillhört honom. Den är prydd med etsade jaktscener och en vers på tyska. 

### Orglar

#### Läktarorgeln
- 1769 köptes ett gammalt orgelverk in från Stora Mellösa kyrka med 8 stämmor. Orgeln skänktes till Stora Mellösa 1691 av herrskapet Gönholm.[3]
- 1840 bygger Johan August Josefsson, Stockholm en orgel med 13 stämmor.
- Den nuvarande orgeln är byggd 1933 av J A Johnsson, Duvbo och är en pneumatisk orgel. Den har två fria kombinationer, en fast kombination och registersvällare. Fasaden och några stämmor är från 1840 års orgel.
- Orgeln omdisponerades 1956 av Setterquist & Son Orgelbyggeri.

| Huvudverk I         | Svällverk II      | Pedal      | Koppel    |
| Borduna 16´         | Rörflöjt 8´       | Subbas 16´ | I/P       |
| Principal 8´        | Principal 4´      |            | II/P      |
| Flûte harmonique 8´ | Flöjt 4´          |            | II/I      |
| Oktava 4´           | Hålflöjt 2'       |            | I 4'/I    |
| Kvinta 2 2/3'       | Kvinta 1 1/3'     |            | II 16'/II |
| Octava 2'           | Crescendosvällare |            |           |
| Trumpet 8'          |                   |            |           |

#### Kororgeln
- Kororgeln i barockstil är byggd 1987 av orgel- och cembalobyggaren Matts Arvidsson, Stallarholmen. Den har 9 stämmor och är mekanisk. Fasaden är ritad av Carl-Gustaf Lewenhaupt. Tonomfånget är 54/27 och tempereringen är enligt Werckmeister III.

| Manual           | Pedal        |
| Principal 8’ D   | Bihängd      |
| Gedackt 8’ B/D   | Subqvinta 6' |
| Qvintadena 8' B  |              |
| Principal 4' B/D |              |
| Rörflöjt 4'      |              |
| Qvinta 3'        |              |
| Octava 2'        |              |
| Scharf 2-3 chor  |              |

#### Diskografi
- Klanger från fyra sekel : orglar i Strängnäs stift / Melin, Markus, orgel. CD. Svenska kyrkan. Nummer saknas. 2011.

## Gravklotet
I tornets södra yttervägg och två meter över marken finns ett inmurat klot. Det rör sig om ett gravklot från järnåldern. Klotet är av ljus granit och har en diameter på cirka 50 centimeter. Runt den tillplattade mittpunkten löper ornamenterade cirklar. Klotet är något skadat i mitten.

## Galleri

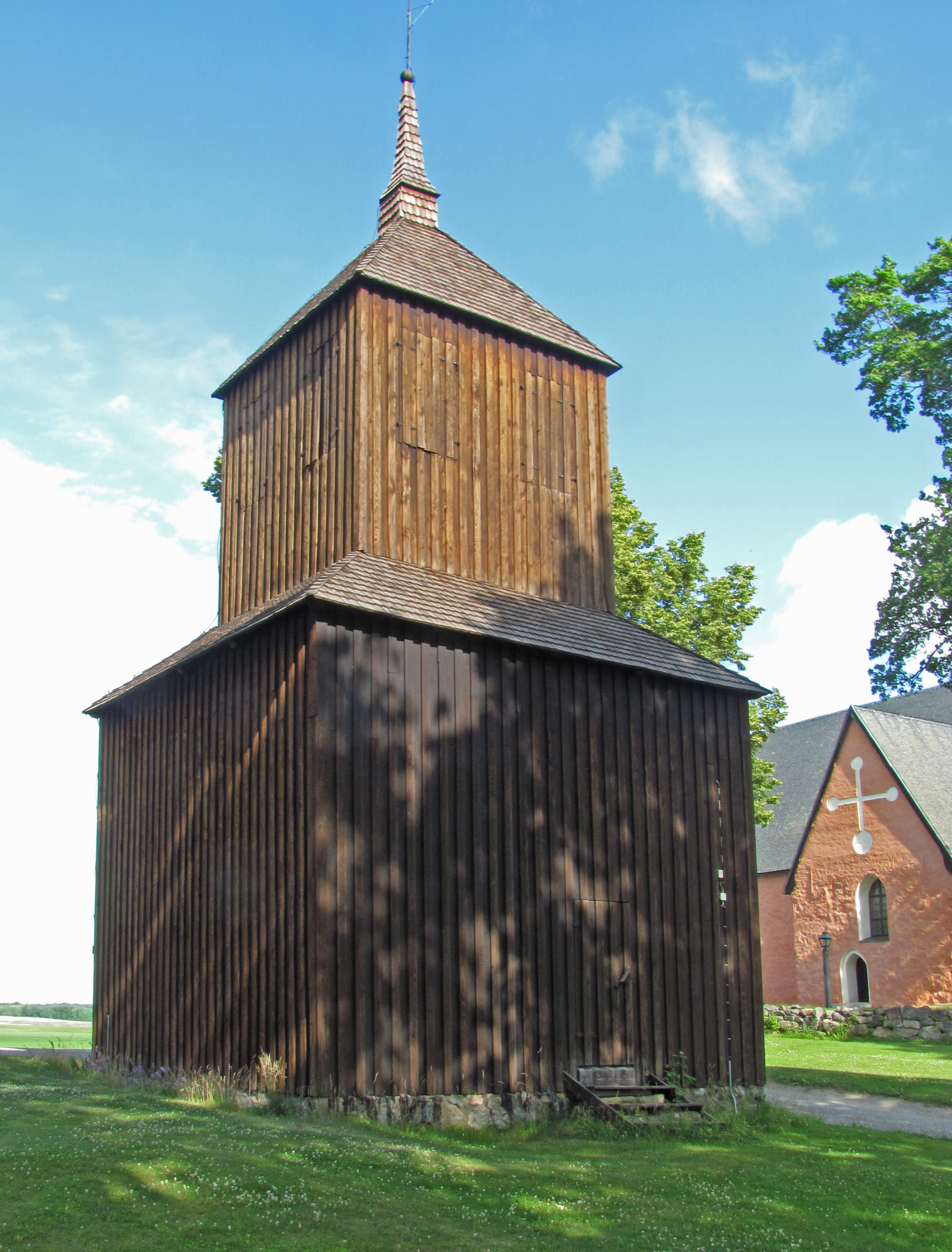
Klockstapeln
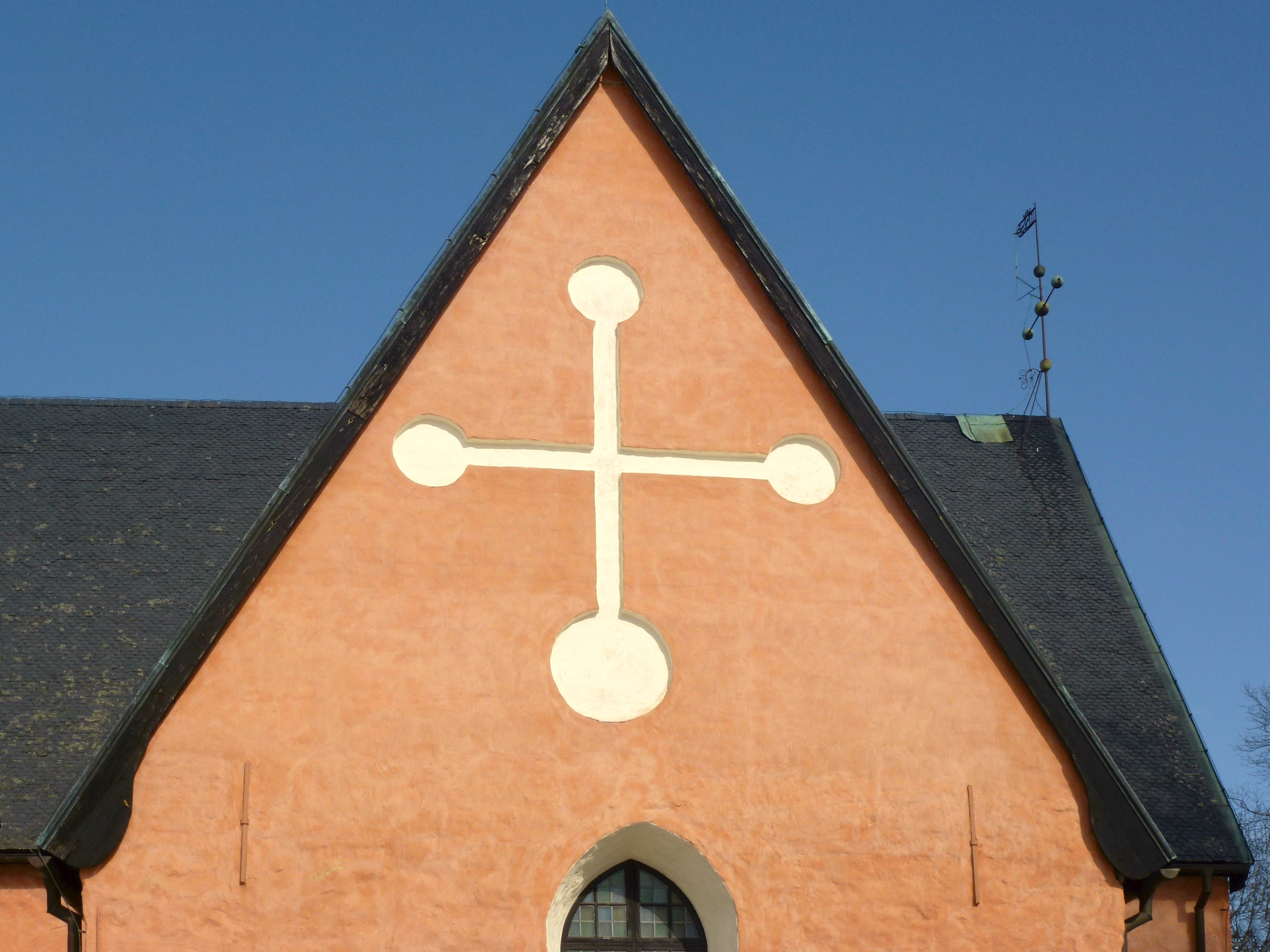
Korset över huvudentrén
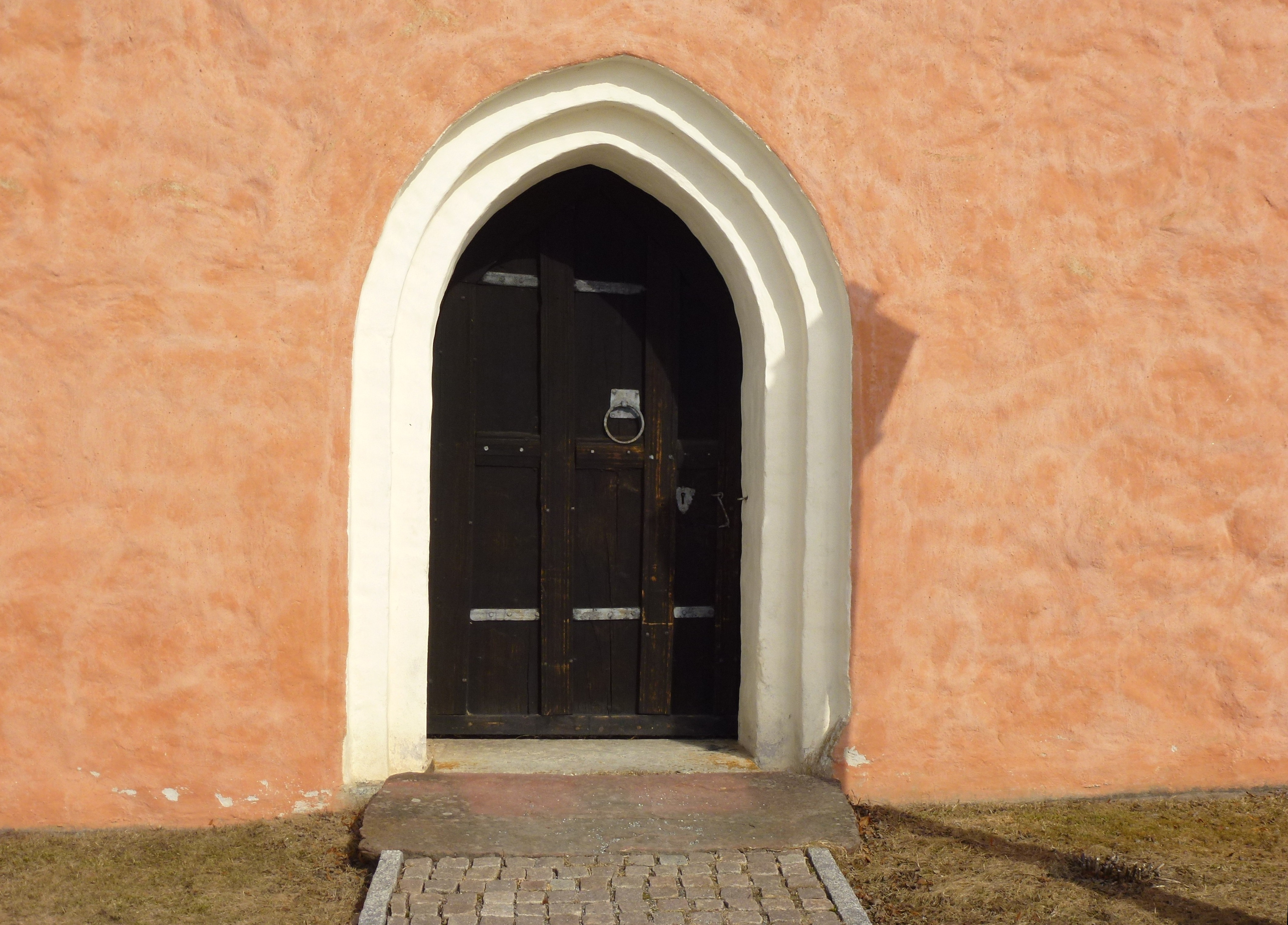
Ingång till vapenhuset
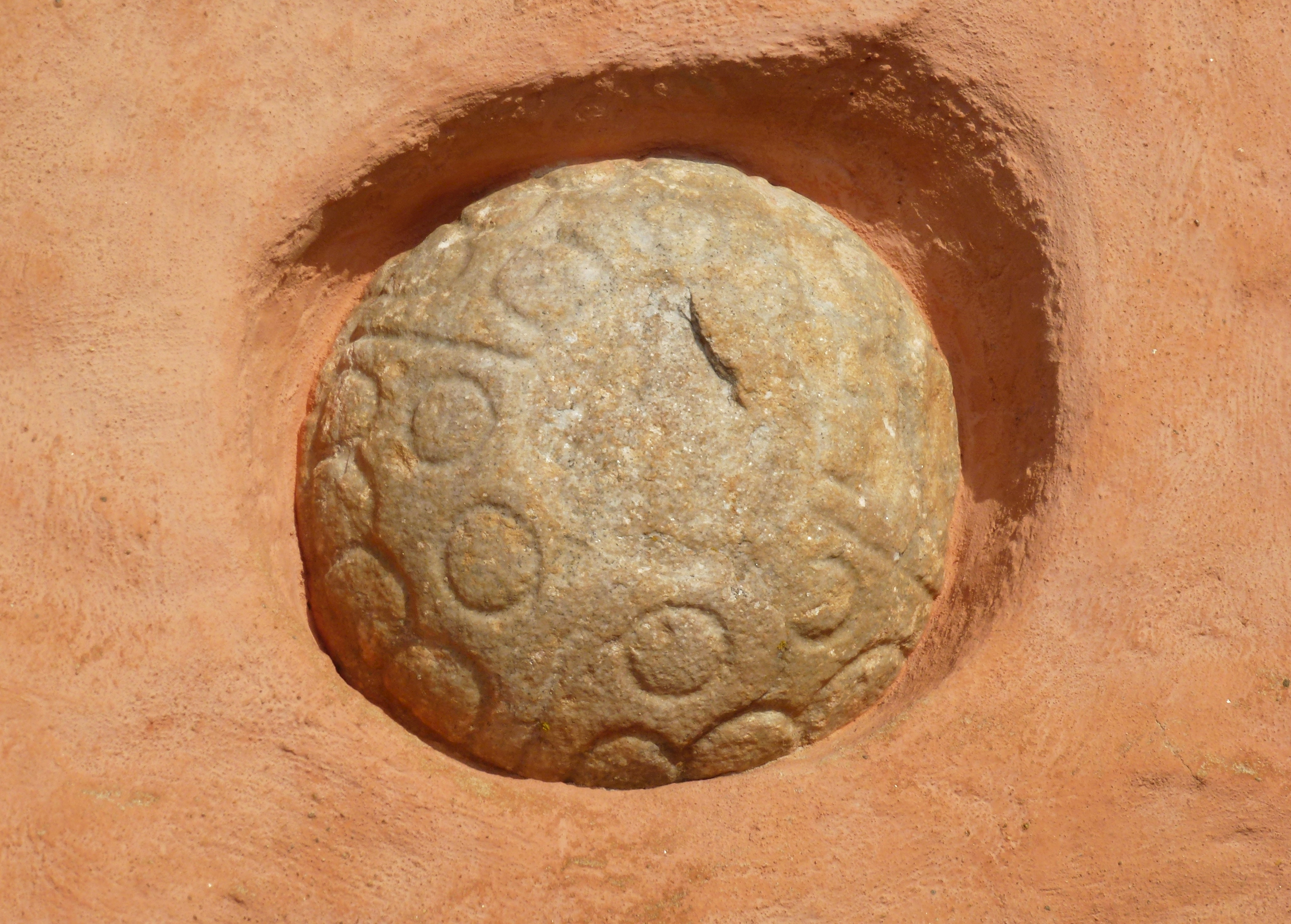
Gravklotet i fasaden
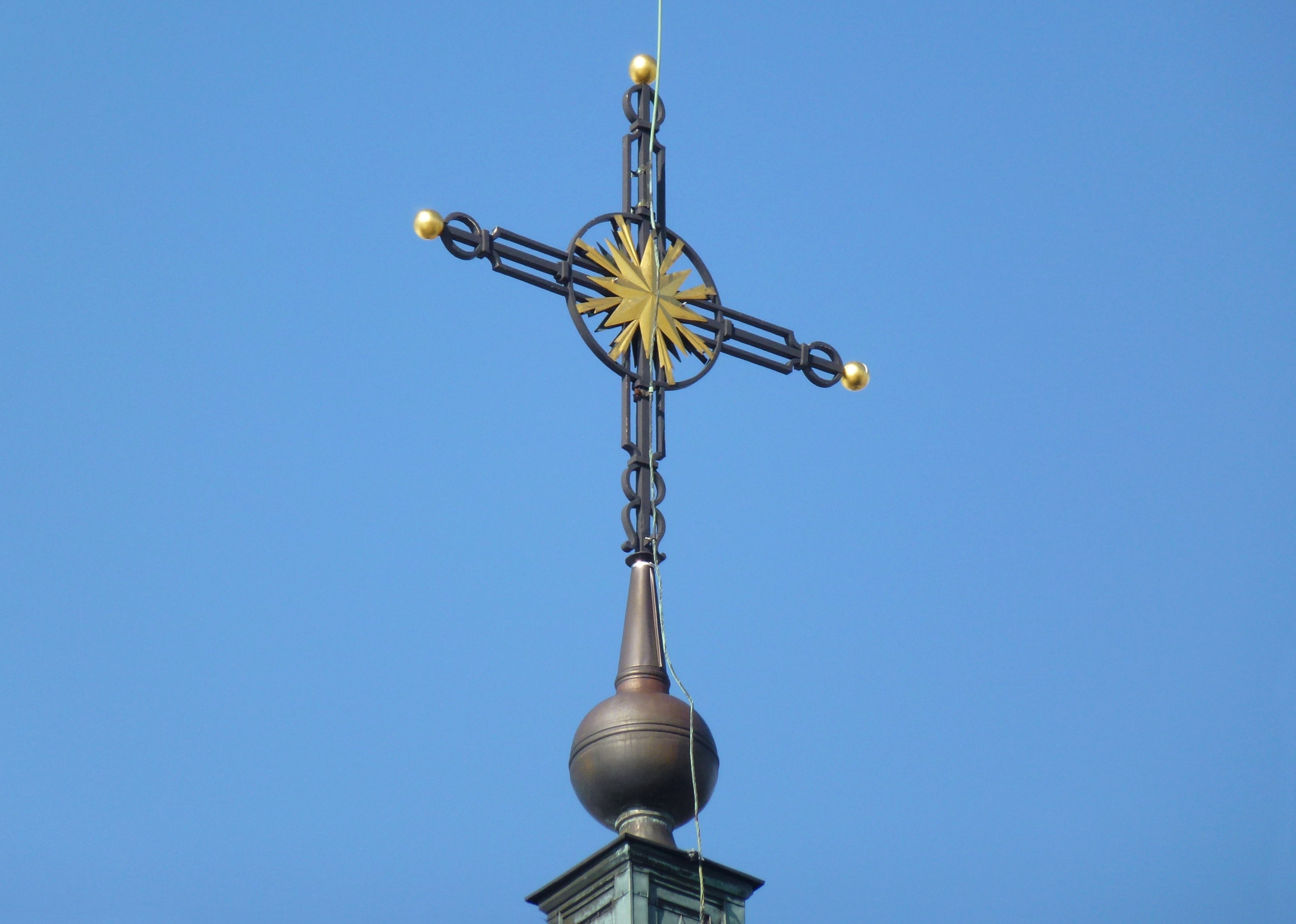
Tornspiran